# Yambo Ouologuem
Yambo Ouologuem (22. srpna 1940 Bandiagara – 14. října 2017 Sévaré) byl malijský spisovatel. Používal také pseudonymy Utto Rodolph a Nelly Brigitta. 
Pocházel ze zámožné tukulérské rodiny. Vystudoval střední školu v Bamaku a v roce 1960 odešel do Francie, kde absolvoval École normale supérieure a pracoval jako učitel. V září 1968 vydal v nakladatelství Éditions du Seuil svoji první knihu Le Devoir de violence (Nutnost násilí). Tato kronika fiktivního afrického státu naturalisticky popisuje temnou minulost plnou bezohledného boje o moc, pověr a otrokářství. Autorovo odmítnutí iluzí o šťastném předkoloniálním období vzbudilo ostré diskuse, například Léopold Sédar Senghor označil román za urážku africké historie. Ouologuem získal za svůj debut jako první Afričan v historii Renaudotovu cenu. 
Jako výrazný hlas mezi mladou generací afrických intelektuálů poté Ouologuem vydal další polemicky zahrocené práce Lettre à la France nègre, Terres de soleil, livre unique de français a Les Mille et une bibles du sexe, ukázky z jeho básnické tvorby otiskl časopis Nouvelle Somme. V roce 1972 byl však obviněn z porušení autorských práv, když byly v Nutnosti násilí nalezeny pasáže shodující se s knihami Grahama Greenea It's a Battlefield a Andrého Schwarz-Barta Le dernier des justes. Ačkoli se Ouologuem hájil, že nešlo o plagiát, ale o přiznané citáty, jejichž označení z textu vypadlo při nakladatelských úpravách, jeho kniha byla stažena z prodeje a znovu mohla vyjít až roku 2003. Mezi novou generací literárních vědců převládl smířlivější přístup k Ouologuemovu postupu, poukazovalo se na jeho podobnost s postmoderní technikou palimpsestu i na využívání obecně známých motivů v tvorbě západoafrických griotů.
Koncem sedmdesátých let se Ouologuem vrátil do Mali, kde pracoval v kulturním centru v Mopti a psal školní učebnice. Navzdory snahám o rehabilitaci jeho díla žil v ústraní a rezignoval na literární činnost. Podle svědectví řady jeho krajanů Ouologuem v závěru života zanevřel na západní civilizaci a stal se radikálním muslimem.
V Mali se na spisovatelovu počest uděluje Cena Yambo Ouologuema. Senegalský autor Mohamed Mbougar Sarr se nechal Ouologuemovými osudy inspirovat k románu Nejzasutější vzpomínka na lidi, oceněnému v roce 2021 Goncourtovou cenou.